# José Peseiro
José Vítor dos Santos Peseiro, né le 4 avril 1960 à Coruche (Portugal), est un footballeur portugais, reconverti entraîneur.

## Biographie

### En tant qu'entraîneur
Il a commencé sa carrière en tant qu'entraîneur à l'União de Santarém en 1992, qu'il quitte en 1994 après avoir remporté le Championnat National de la 3e Division, la même année il décide de rejoindre le União de Montemor. En 1996, il quitte Montemor pour entrainer Oriental qui se situe à Lisbonne où il reste deux ans jusqu'à ce qu'il déménage à Madère pour entraîner le CD Nacional. Au CD National il commence à attirer l'attention, avec une philosophie de jeu moderne et rarement vu au Portugal, qui lui permet d'avoir des résultats en 2000 en remportant le Championnat National 2B, et en 2002 la 3e place de la deuxième division portugaise qui a permis au CD Nacional d'atteindre la première division.
Au cours de la saison 2003-2004, José Peseiro a pris la position d'entraîneur adjoint au Real Madrid, avec Carlos Queiros, l'entraîneur. Cette aventure ne lui a pas réussi, ayant duré seulement un an : José Peseiro a été licencié, en raison des mauvais résultats sportifs de l'équipe.
En 2004, José Peseiro est revenu au poste d'entraîneur au Portugal, dans un club historique, le Sporting CP. Peseiro s'est montré ambitieux avec son nouveau club et a atteint la finale de la Coupe UEFA.
Le début de la saison suivante fut un peu catastrophique, laissant échappé la qualification pour la Ligue des Champions face à l'Udinese. Bien que le championnat n'ait pas mal commencé pour le Sporting, une première défaite contre Nacional, puis une victoire dans la souffrance face au Vitória Setubal, anticipait une série de revers qui va entraîné  la démission de José Peseiro. Bien qu'il eût promis des améliorations après la victoire contre Vitória Setubal, le Sporting s'incline lors du prochain match à domicile contre Halmstads BK, entrainant l'élimination des compétitions européennes à cette époque. Deux autres défaites suivent, contre le Paços de Ferreira, nouvellement promu en première division, et contre Académica de Coimbra, poussant le Sporting à une 7e place inhabituelle. Le 18 octobre 2005, deux jours plus tard, le président António Dias da Cunha a accepté la démission de l'entraîneur, sans autre option face au mécontentement des supporters.
En mai 2022, Il devient le nouveau sélectionneur du Nigeria.
En février 2024, il emmène les Super Eagles jusqu'en finale de la Coupe d'Afrique des Nations. Le 29 février 2024, José Peseiro, en fin de contrat, annonce qu'il quitte son poste de sélectionneur du Nigeria.

## Palmarès

### En tant qu'entraîneur
Avec le CD Nacional :
- Champion du Portugal D3 en 2000

Avec le Sporting Clube de Portugal :
- Finaliste de la Coupe UEFA en 2005

Avec le Sporting Braga :
- Vainqueur de la Coupe de la ligue portugaise en 2013